# Türkei beim Eurovision Young Musicians
Übertragende Rundfunkanstalt

Erste Teilnahme
2000
Bisher letzte Teilnahme
2000
Anzahl der Teilnahmen
1
Höchste Platzierung
k. A.
Dieser Artikel befasst sich mit der Geschichte der Türkei als Teilnehmer des Wettbewerbs Eurovision Young Musicians.

## Regelmäßigkeit der Teilnahme und Erfolg im Wettbewerb
Die Türkei nahm bisher einmal am Eurovision Young Musicians teil. 2000 wurde die Pianistin Ayşedeniz Gökçin zum Wettbewerb entsandt, wobei sie bereits im Halbfinale ausschied. 2002 zog sich der zuständige Sender Türkiye Radyo ve Televizyon Kurumu (TRT) vom Wettbewerb zurück.

## Liste der Beiträge
Farblegende: – 1. Platz. – 2. Platz. – 3. Platz. – ausgeschieden im Halbfinale/in der Qualifikation. – keine Teilnahme/nicht qualifiziert.
| Jahr                                                        | Interpret                | Instrument               | Stücke                   | Platz Finale             | Platz Halbfinale         | Nationale Vorentscheidung |
| ----------------------------------------------------------- | ------------------------ | ------------------------ | ------------------------ | ------------------------ | ------------------------ | ------------------------- |
| 2000                                                        | Ayşedeniz Gökçin         | Klavier                  | unbekannt                | Ausgeschieden            | k. A. / 24               |                           |
| 2002 2004 2006 2008 2010 2012 2014 2016 2018 2020 2022 2024 | Auf Teilnahme verzichtet | Auf Teilnahme verzichtet | Auf Teilnahme verzichtet | Auf Teilnahme verzichtet | Auf Teilnahme verzichtet | Auf Teilnahme verzichtet  |